# اردک‌های شیرجه‌زن
اردک‌های شیرجه‌زن یا مرغابیان زیرآبچر (به انگلیسی: Diving Ducks) یا اُردَکیان (به لاتین: Aythyinae) زیرخانواده‌ای از پرندگان آبزی از راستهٔ غازسانان (Anseriformes) و تیرهٔ مرغابیان هستند. این پرندگان بیشتر در کنار آب‌های وسیع، مانند دریا، دریاچه‌های بزرگ، خلیج‌ها، مصب‌ها و خورها، و آب‌های شیرین زندگی می‌کنند و درون آب شیرجه می‌زنند.

## اردک‌های شیرجه‌زن
زیرخانوادهٔ اردکیان، جثه‌ای کوچک تا متوسط دارند و بیشتر به رنگ‌های سرخ، قهوه‌ای و سیاه براق‌اند. اردکیان بدنی قوی و کوتاه و پهن دارند و منقارشان مسطح شده است. اردک‌های شیرجه‌زن (به لاتین: Aythini) پرندگانی از مرغابی هستند که همانند شناگران ماهری در زیر آب به جستجوی طعمه می‌پردازند.
ویژگی‌های کلی این گروه از اردک‌ها به شرح زیر بیان می‌شود:
۱- غذای آن‌ها منشأ گیاهی دارد و به ندرت از جانوران تغذیه می‌کنند.
برای تغذیه در آب فرومی‌روند و از گیاهان ته دریاچه و رودخانه‌ها تغذیه می‌کنند.
1. پاهای آنها بزرگ است و به علت وضع ویژه پاها به زحمت روی زمین راه می‌روند و هنگام راه رفتن روی زمین بدن را به‌طور ایستاده درمی‌آورند.
2. هنگام پرواز یک مسافتی را روی آب می‌دوند سپس به پرواز در می‌آیند.

## تبارها و سرده‌ها
زیرتیرهٔ اردکیان شیرجه‌زن Aythyinae
Marmaronetta سردهٔ اردک مرمری
Marbled Duck Marmaronetta angustirostris اردک مرمری
Netta سردهٔ اردک‌های تاجدار
Red-crested Pochard Netta rufina اردک تاجدار
سردهٔ اردک‌های شیرجه‌زن Aythya
- اردک سرحنایی Common Pochard Aythya ferina
- اردک بلوطی Ferruginous Duck Aythya nyroca
- اردک سیاه‌کاکل Tufted Duck Aythya fuligula
- اردک سرسیاه Greater Scaup Aythya marila

تبار اردک‌تباران دریایی Tribe MERGINI (Sea ducks)
Melanitta (Scoters) سردهٔ سیاه‌اردک‌ها
- سیاه‌اردک مخملی Velvet Scoter Melanitta fusca
- سیاه‌اردک معمولی Common Scoter Melanitta nigra

Clangula سردهٔ اردک دم‌دراز
- اردک دم‌دراز Long-tailed Duck Clangula hyemalis

سردهٔ اردک‌های سَرگُنده Bucephala
- اردک چشم‌طلایی Common Goldeneye Bucephala clangula

تبار اردک‌تباران افراشته‌دم Tribe OXYURINI (Stiff-tailed ducks)
- اردک سرسفید White-headed Duck Oxyura leucocephala

## گونه‌های ایران
اردک‌های شیرجه‌زن دارای ۱۸ گونه می‌باشند که تنها پنج گونه از آنها در زمان‌های مناسب در ایران دیده می‌شوند که عبارتند از:
1. اردک تاجدار Red-crested Pochard
2. اردک سیاه‌کاکل Tufted Duck
3. اردک بلوطی Ferruginous Duck
4. اردک سرحنایی Pochard
5. اردک سرسیاه Aythya marila, Scaup